# Wilhelm Friedrich Ernst Bach

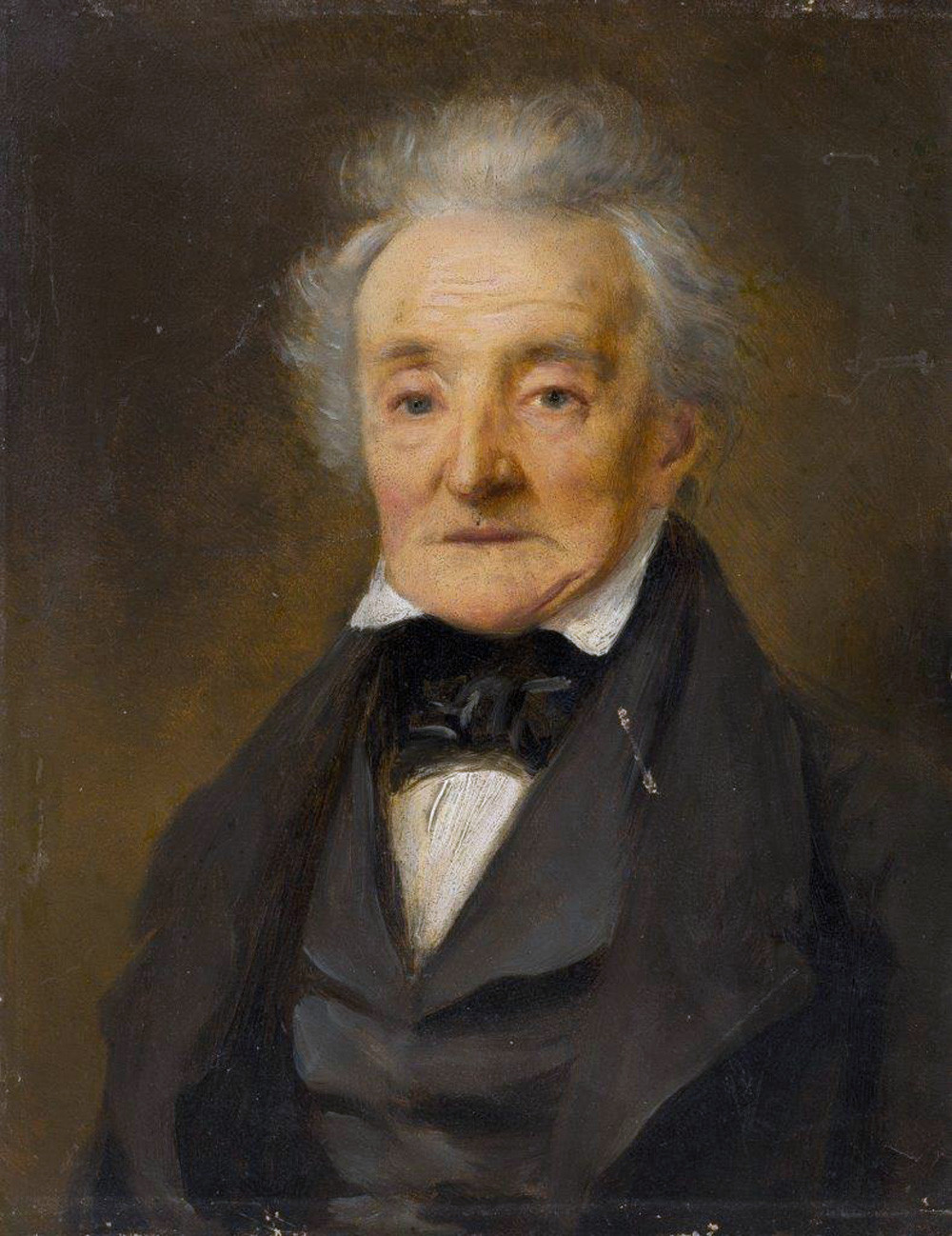
Wilhelm Friedrich Ernst Bach

Wilhelm Friedrich Ernst Bach (24 de mayo de 1759 - 25 de diciembre de 1845) fue un pianista y compositor alemán.

## Biografía
Hijo de Johann Christoph Friedrich Bach y la cantante de corte Lucía Elizabeth Munchhausen - descendiente de Johann Grabbe -, nació en Bückeburg. Recibió su primera educación musical de su padre y luego estudió con su tío Johann Christian Bach en Londres, llegando a realizarse por sus extraordinarias cualidades técnicas como pianista. Entre 1778 hasta 1782, año en que murió su tío, radicó en Inglaterra, efectuando giras por Alemania, Francia y Holanda. 
Tras un corto periodo como director musical en Minden, aceptó en 1786 la prestigiosa invitación de Federico Guillermo II de Prusia, que le nombró profesor de música de los príncipes y princesas en la corte de Berlín. 
Asistió con gran satisfacción a la ceremonia de inauguración del monumento a su abuelo Johann Sebastian Bach en Leipzig - organizada por Felix Mendelssohn - el 23 de abril de 1843, en los inicios del redescubrimiento de su figura durante el romanticismo. Ahí conoció a Robert Schumann, quien le describió como "un ágil anciano de 84 años con canas y rasgos expresivos".
Con su muerte se extinguió prácticamente la dinastía de la familia Bach, dado que sólo una de sus dos hijas se casó, sin dejar descendencia.

## Obras
- 10 cantatas.
- Varios lieder.
- 3 conciertos para piano y orquesta sinfónica.
- 1 concierto para dos pianos y orquesta.
- 2 sinfonías.
- 2 suites.
- Gran sonata para piano. (1778)
- Dreyblatt para piano a 4 manos.